# Los Gómez
Los Gómez y Los Plazas es una pedanía de San Pedro del Pinatar formada por dos pequeños núcleos escasamente poblados. Se encuentra en el límite de la Comunidad Autónoma de la Región de Murcia con el municipio de Pilar de la Horadada. Limita con tres pedanías: Los Imbernones, Las Esperanzas y Los Veras.

## Algunas imágenes

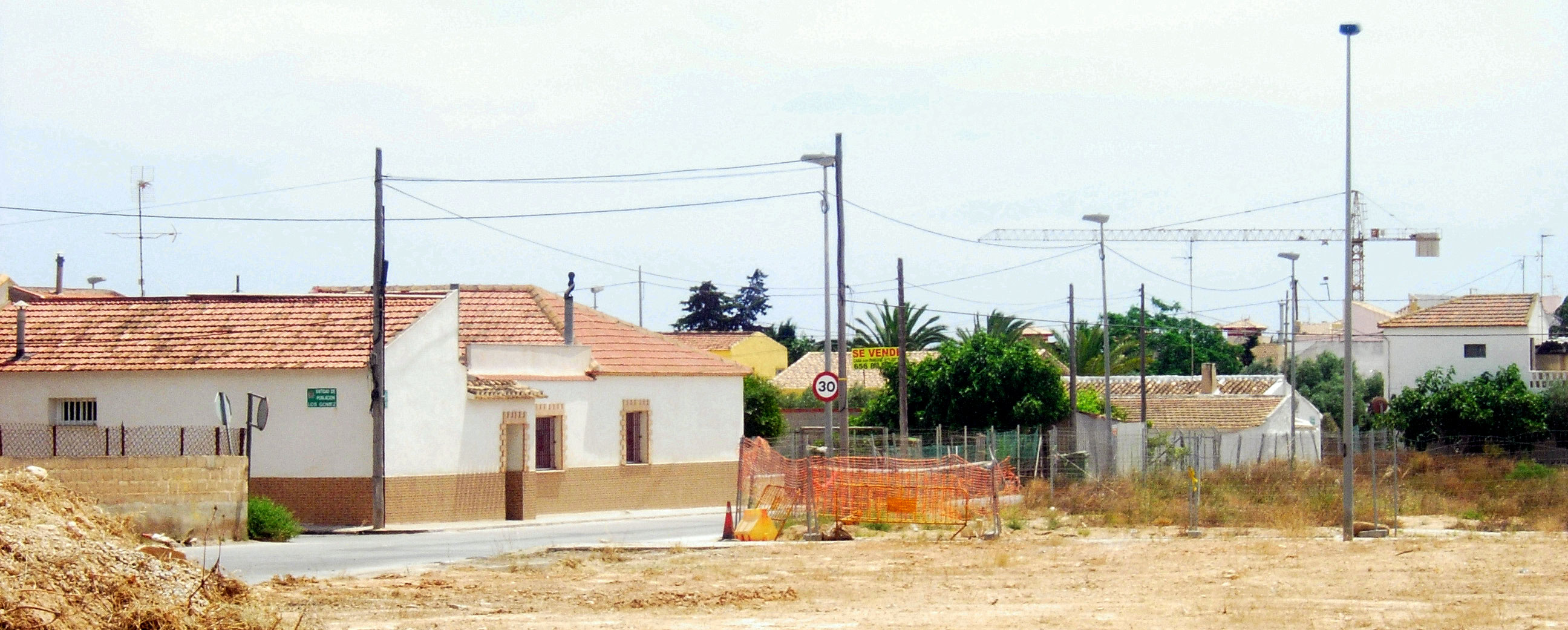
Vista parcial de Los Gómez desde la entrada a su núcleo.
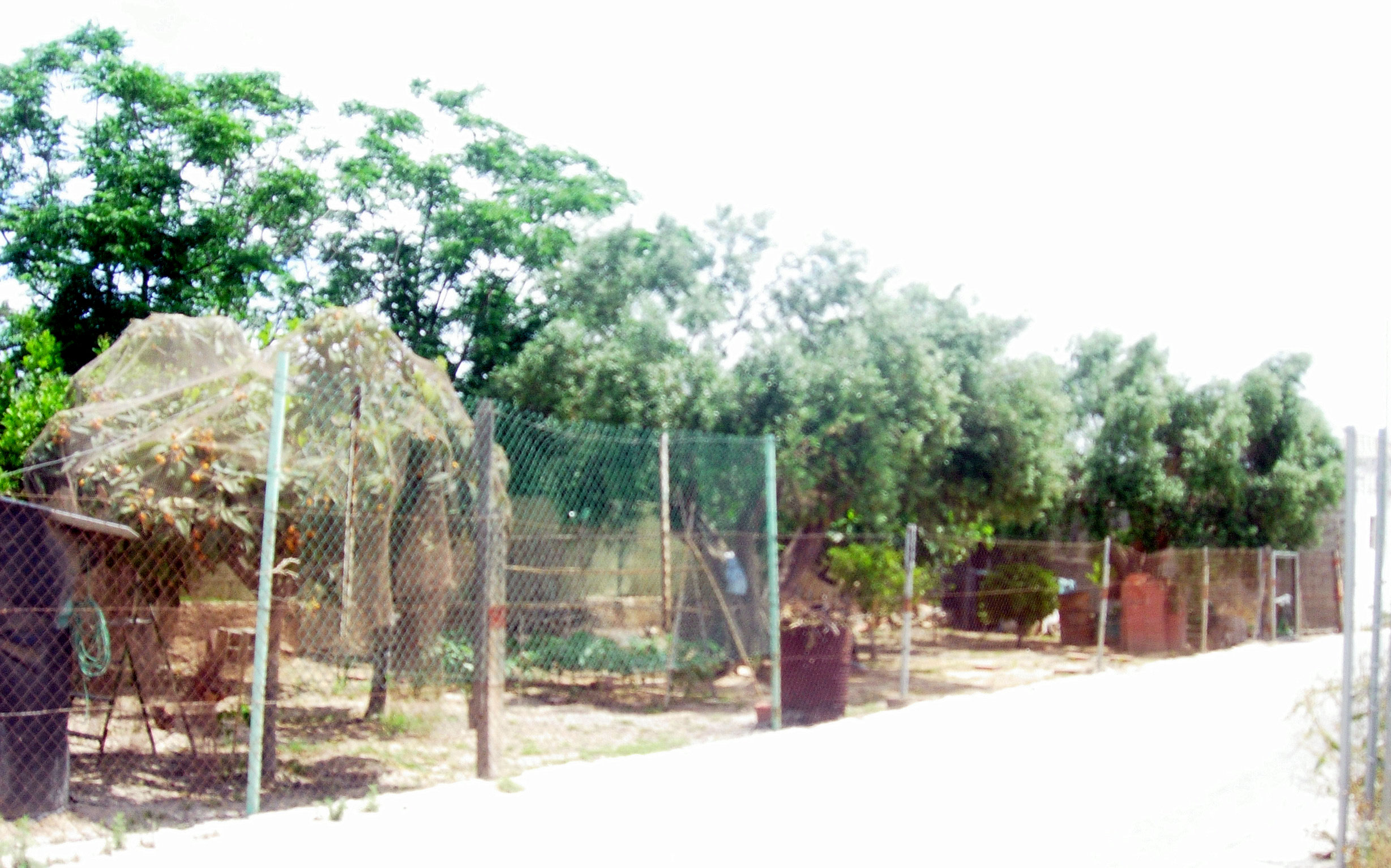
Algunas casas mantienen sus propias huertas.